# Abbaye de Saint-Jacut
Pour les articles homonymes, voir Saint Jacut.
L'abbaye de Saint-Jacut se situe sur l'emplacement d'un ancien monastère catholique situé à l'est du département des Côtes-d'Armor, au bout de la presqu'île de Saint-Jacut-de-la-Mer. Elle tire son nom de Jacut de Landoac, saint breton ayant fondé le monastère au Ve siècle. L'abbaye est aujourd'hui une maison d'accueil tenue par une communauté des sœurs de l'Immaculée Conception de Saint-Méen et par des laïcs.

## Histoire
L'ancienne abbaye bénédictine n'est plus active, elle n'est même plus en ruines. La tourmente révolutionnaire a imposé silence à ces lieux et, de l'imposant édifice, il n'est resté pierre sur pierre.
Comme beaucoup d'autres monuments à cette époque, l'abbaye est devenue carrière et son noble matériau a été dispersé. Les archives aussi ont disparu. Les documents concernant le passé de l'abbaye sont dus à des écrivains assez tardifs qui ont tenté de reconstituer l'histoire.

### DuVeauIXesiècle
C'est dans la presqu'île appelée Landoac qu'arrivent du pays de Galles, vers la fin du Ve siècle, deux frères, Jacut et Guethenoc. Disciples de Budoc, ils se mettent en recherche d'un lieu propice à la fondation d'un ermitage qui deviendra bientôt un monastère. Ils gardent la règle du moine saint Colomban et l'enseignent à leurs compagnons, vie de prière, de travail et d'une sévère austérité, telle qu'on la pratiquait dans les monastères celtes.
Le décret de 818 qui impose la règle bénédictine rencontre des lenteurs et même des oppositions dans le monastère de Saint-Jacut. Ce n'est peut-être qu'au retour de l'exode qu'elle a été adoptée.

### DuIXeauXVIIIesiècle
Après l'arrivée des Normands, vers 878, le sac et l'incendie de l'abbaye, les moines de Saint-Jacut, comme tous leurs frères de Bretagne, se sont exilés, emportant leurs richesses : les reliques de leurs fondateurs, les vases sacrés, les manuscrits et archives.
Il faut attendre jusqu'en 1008 la restauration de l'abbaye par l'abbé Hinguethen. Ce dernier est d'ailleurs mandaté par Alain III pour restaurer l'abbaye de Saint-Méen.
La vie renaît. On peut situer l'apogée de l'abbaye aux XIVe et XVe siècles. À cette époque, on construit et on aménage : l'église abbatiale est achevée. La cloche est fondue, le logis de l'abbé est réalisé. Les possessions de l'abbaye s'étendaient des deux côtés de la Manche : diocèse de Dol, diocèse de Saint-Malo, diocèse de Tréguier, diocèse de Quimper, et en Angleterre, deux prieurés dans le comté de Cambridge. Partout où ils étaient présents, les moines ont contribué au développement : défrichage et amendement des terres. Malades, lépreux, personnes âgées trouvaient soin et protection auprès des moines. Les pauvres et les voyageurs y étaient accueillis.
En 1274, Simon, abbé du lieu, est associé dans une société de prières à Pierre Mahé, abbé de l'abbaye Notre-Dame du Tronchet, dont l'engagement stipulait : « L'abbé étranger sera reçu dans le monastère associé avec les mêmes honneurs que dans son propre couvent ; les religieux jouiraient d'un privilège semblable ; si un moine venait à être en désaccord avec son abbé, il serait reçu dans le couvent étranger et entretenu jusqu'à ce que la paix fût réglée entre lui et son supérieur ; cette association ne serait pas rompue par la mort, et les prières se feraient dans chaque monastère pour les confrères étrangers défunts comme pour les moines du lieu. »
Fin XVe siècle : dès cette époque où élus et abbés commendataires se succèdent, commence une décadence qui ira en s'accentuant.
En 1789, il n'y reste que quatre religieux. Les biens sont dispersés ou détruits. Le monastère, déclaré bien national et mis en vente, est en si mauvais état qu'aucun acquéreur ne se présente.

### 1875: une ère nouvelle

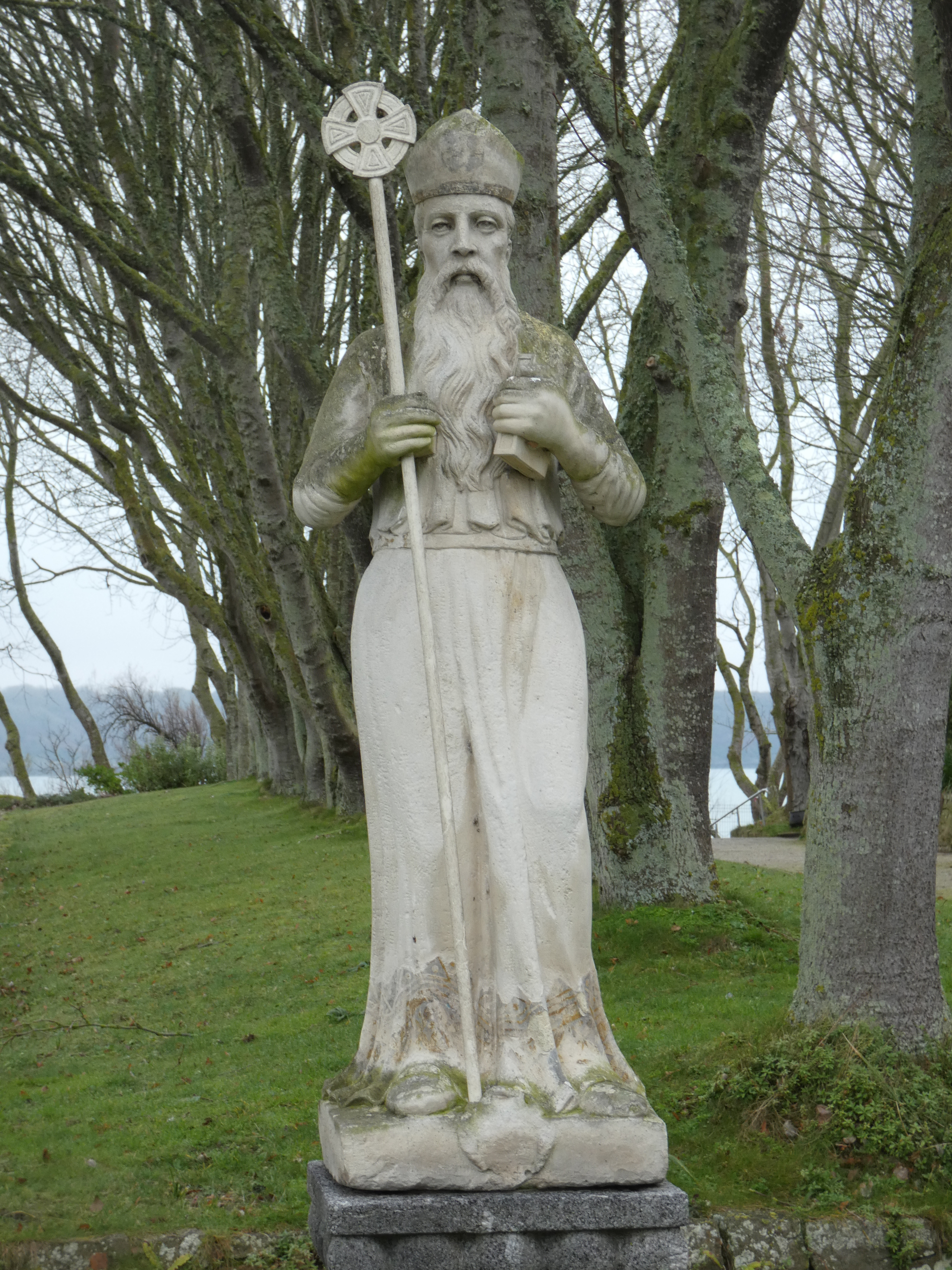
Statue de Saint Jacut, Abbaye de Saint Jacut de la Mer.

Les religieuses de l'Immaculée de Saint-Méen-le-Grand, à la recherche d'un lieu pour ouvrir une école gratuite en faveur des enfants de la paroisse de Saint-Jacut, font l'acquisition de l'abbaye. Pour soutenir l'école gratuite et réaliser le but principal de leur vocation, l'éducation des enfants, les sœurs acceptent de recevoir des estivants venant aux bains de mer sur ordonnance médicale. Ils affluent dès 1876, c'est l'origine de la « pension de famille ».

Cartes postales vers 1910
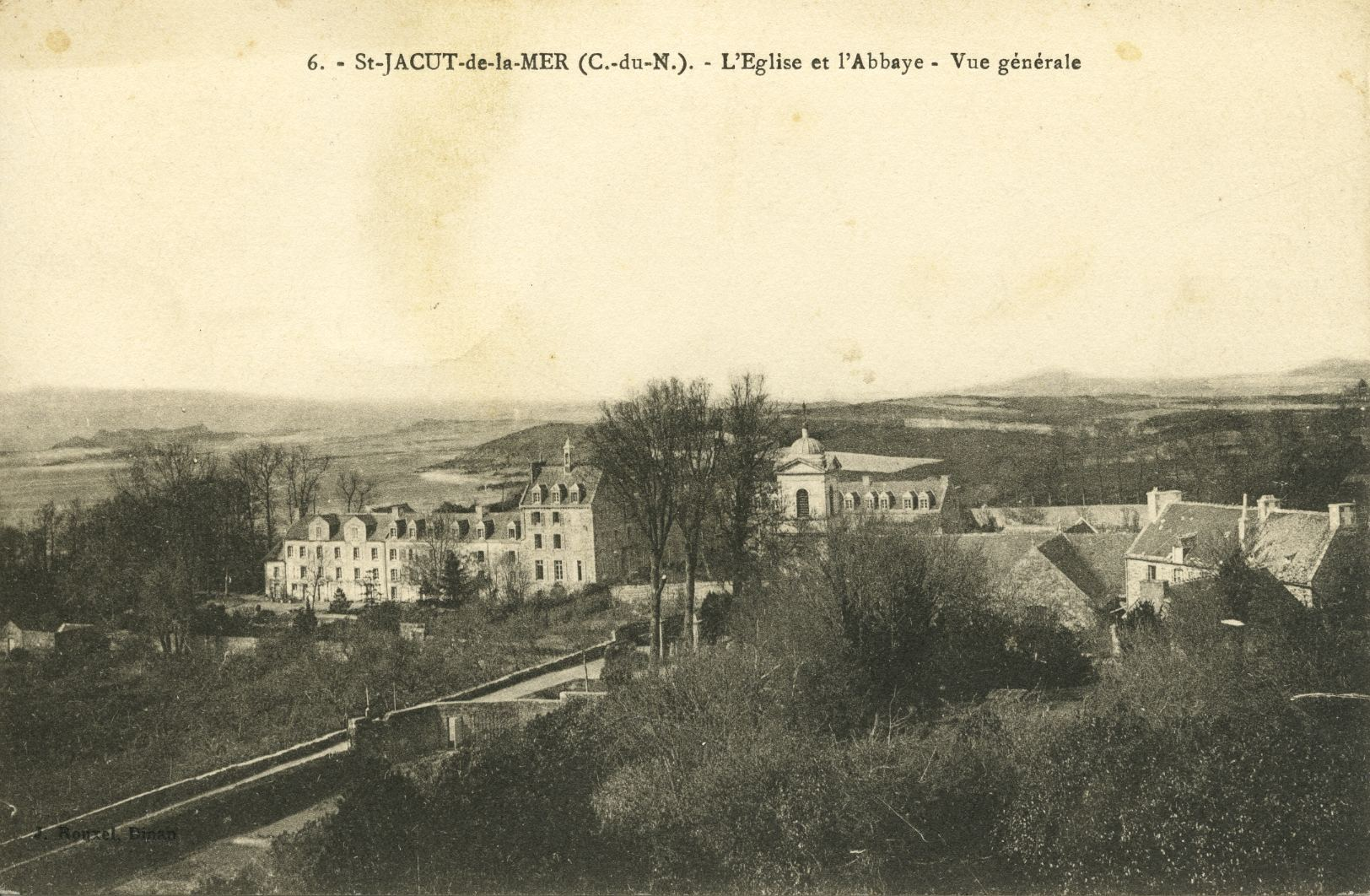
Vue générale.
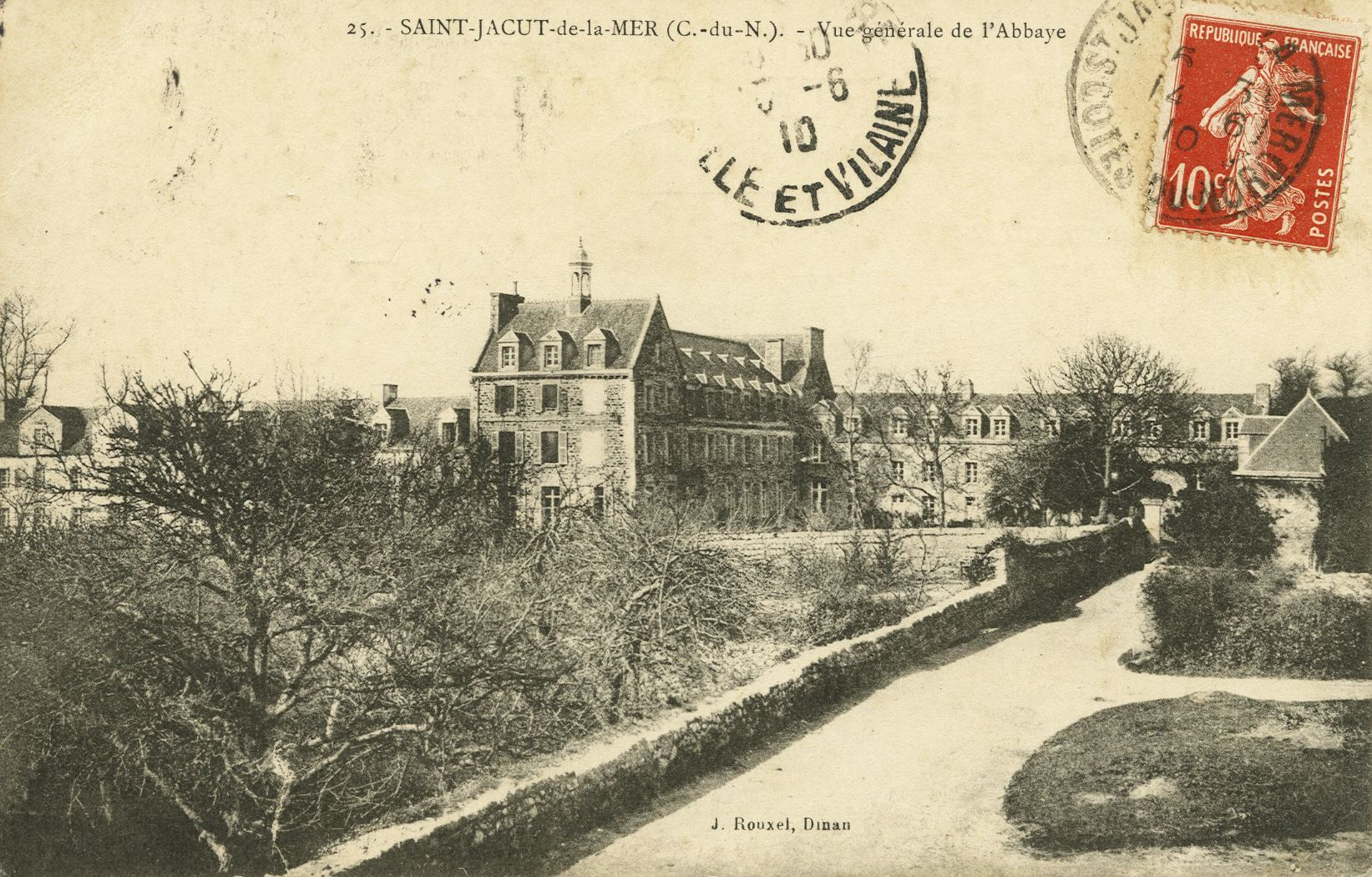
Entrée.
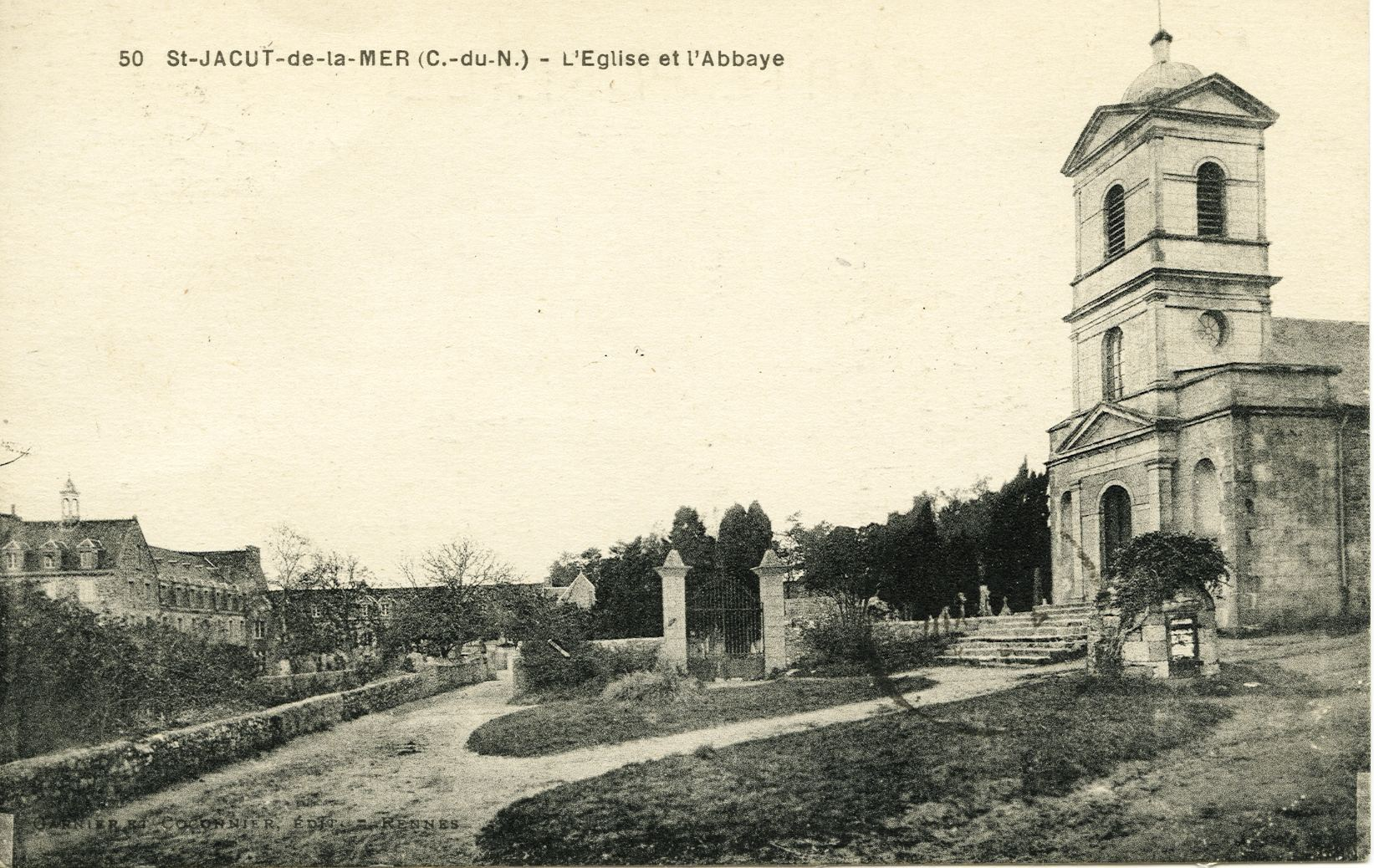
Portail d'entrée et ancienne église.
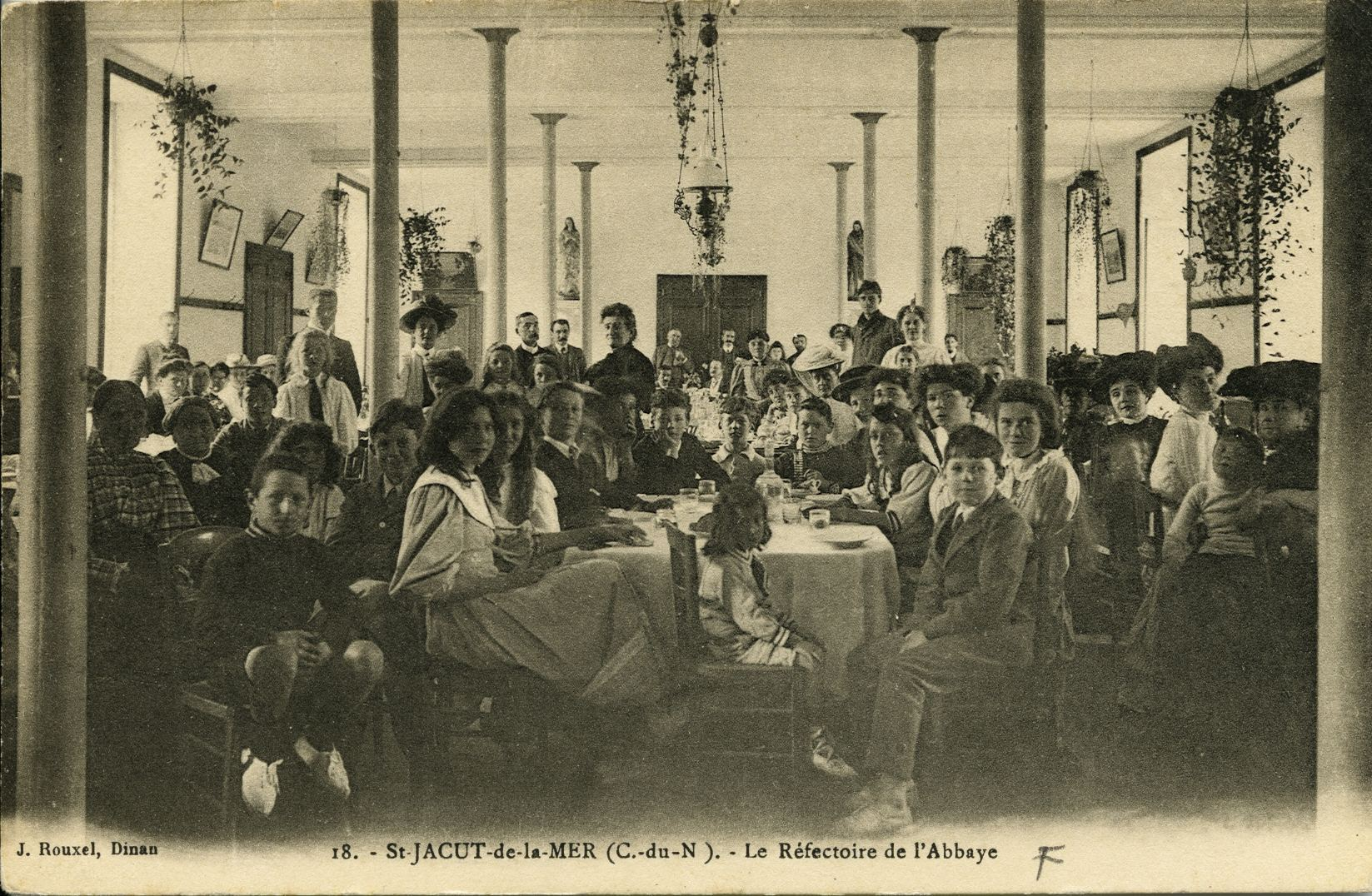
Réfectoire.

Dans les années 1950, la communauté développe la mission d’animation spirituelle et culturelle et commence à élaborer un programme de retraites spirituelles et de sessions à destination des religieuses mais aussi des laïcs. Le site devient alors un centre de formation.
Elle poursuit cette œuvre d'accueil en recevant des groupes et des séminaires professionnels et entreprend des travaux pour répondre à cette vocation d'hier et d'aujourd'hui.
En 1964, le Père Louis-Joseph Lebret y rédigera le texte fondateur de ce qui deviendra l'encyclique de Paul VI : "Populorum progressio" . En 2007, un colloque international organisé conjointement par trois structures à vocation internationale (le Comité catholique contre la faim et pour le développement, le Centre international Développement et civilisations - Lebret-Irfed, et le Secours catholique) et trois structures bretonnes (l’abbaye de Saint-Jacut-de-la-Mer, le diocèse de Saint-Brieuc et Tréguier, et l'Association Bretagne Espérance et Solidarité), en étudie sur place les fondamentaux, et les transpose dans le contexte mondial, postérieur de près d'un demi-siècle .